# Trophis nubium
Trophis nubium är en mullbärsväxtart som beskrevs av Paul Carpenter Standley. Trophis nubium ingår i släktet Trophis och familjen mullbärsväxter. Inga underarter finns listade i Catalogue of Life.